# Indostola pulchella
Indostola pulchella là một loài bọ cánh cứng trong họ Tenebrionidae. Loài này được G. S. Medvedev miêu tả khoa học đầu tiên năm 1991.